# Tethina xanthopoda
Tethina xanthopoda är en tvåvingeart som först beskrevs av Samuel Wendell Williston  1896.  Tethina xanthopoda ingår i släktet Tethina och familjen Canacidae. Inga underarter finns listade i Catalogue of Life.